# Walter Piemann
Walter Piemann (* 14. November 1926; † 1965) war ein österreichischer Kanute.

## Leben
Der 1926 geborene Walter Piemann nahm an den Olympischen Sommerspielen 1948 in London teil und erreichte dort über die Marathon-Distanz im Kajak-Zweier den 9. Rang. Er trat ebenso im Kajak-Einzel über 1000 Meter an und kam als Achter ins Ziel. Der für den EKRV Donau Linz startende Athlet errang sowohl im Kajak-Einer, als auch -Zweier und -Vierer einige Erfolge auf Vereins- und nationaler Ebene.
Seine Medaillen bei Weltmeisterschaften errang er im Kajak-Vierer: Mit Silber bei den über 1000 Meter bei den Wettkämpfen 1948 in London und Bronze über 10.000 Meter 1950 in Kopenhagen kam er hier zweimal aufs Podest.